# Василь Шашалевич
Василь Шашалевич (9 грудня 1897, Мхіничі, Черіковський повіт, Могилевська губернія (нині — Краснопільський район, Могилівська область, Білорусь) — 23 жовтня 1941, ГУЛАГ) — білоруський драматург і поет; молодший брат прозаїка Андрея Мрия.

## Біографія
Народився в сім'ї волосного писаря Антона і Єфросинії Шашалевичів. У сім'ї було п'ятеро дітей: Антоніна, Андрей, Анастасія, Василь і Ксенія. У 1902 втратив батька. У 1908 закінчив сільську школу в селі Палуж, потім — Оршанське духовне училище. Навчався в Могилівській духовній семінарії (1910-1914) і Ярославському юридичному ліцеї (1915-1916), який через матеріальні проблеми не зміг закінчити. У 1917-1919 роках учителював у селі Ясенці.

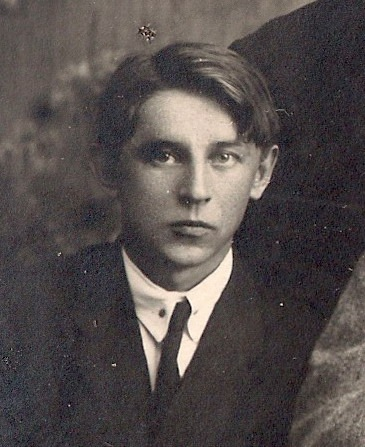
Василь Шашалевич, 1929

У 1919-1924 — викладав російську мову та літературу в школі другого ступеня в селі Краснопілля на Могилівщині. Разом з братом і сестрами Ксенією та Анастасією створив народний театр, для якого писав одноактові вистави. Завдяки зусиллям Шашалевича у школі були створені хор і оркестр народних інструментів, започатковані лекції на науково-популярні теми. Також Шашалевичем були створені драматичний і літературний гуртки. Разом з сестрами і художником  О. Грубе робив декорації, костюми, бутафорію, збирав фольклор і включав кращі зразки в концерти. Читав лекції «Наука і релігія», «Походження життя на Землі» та ін. Виходив рукописний часопис «Пралеска». Тут же Василь написав драму «Апраметная».

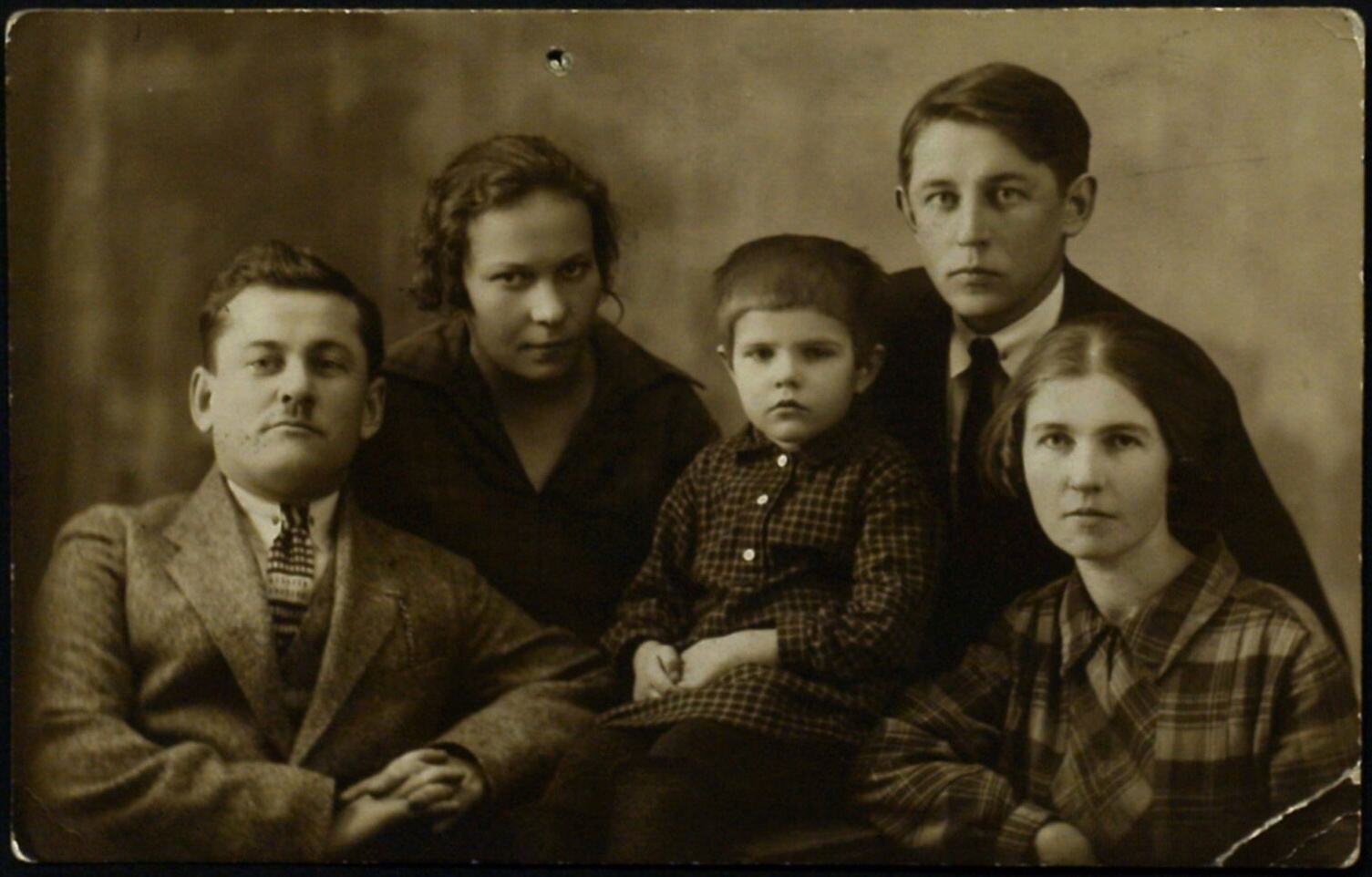
Андрей Мрий (зліва) і Василь Шашалевич з дружиною Вірою і сином Генріхом

З 1924 живе в Мінську, де до 1928 працює вчителем. У другій половині 1920-х працював сценаристом на кінофабриці в Санкт-Петербурзі.
Заарештований ГПУ Білорусі в липні 1930 у справі «Спілки визволення Білорусі»; перебував під слідством до лютого 1931. 30 грудня 1930 був виключений з Білоруського драматичного товариства і відновлений 20 березня 1932.
Повторно заарештований 28 жовтня 1936 і засуджений до 10 років таборів. Відбував покарання спочатку в Могильові, потім спрямований в Примор'я, де пробув на засланні вісім місяців. Працював рахівником, реєстратором у санітарній частині, виступав на концертах, писав частівки і скетчі. Визнаний непрацездатним комісією 27-го табірного пункту.
У Томасінглагу для аматорського театру написав п'єсу на тему табірного життя, поставлену ув'язненими в їдальні. Зміст п'єси не сподобався табірному керівництву і її автора, хворого на туберкульоз, відправили на лісоповал, де він через непрацездатність був рахівником. Там на В. Шашалевича навмисно спустили березу, яка притисла його до багаття Після розпилювання дерева, сильно обгорілого і понівеченого Василя Шашалевича перевезли в зону. Залишилися відомості, що у письменника витекли очі. Помер в санітарній частині. Місце поховання невідоме.
Реабілітований Президією Верховного суду Білорусі 19 жовтня 1955 року.
Був одружений з Вірою Шашалевич, ростив сина Генріха, якого назвав на честь німецького поета Генріха Гайне  пізніше той змінив ім'я на Геннадій). Дружину поета Віру вбив господар будинку Михайло Крилович, у якого вона квартирувала у Волмі, заради викрадення отриманої грошової компенсації за репресії в сумі шести тисяч рублів. Вбивця незабаром повісився.

## Творчість
Почав друкуватися у 1927 у часописі «Узвышша». З середини 1920-х виступав з оповіданнями і драматичними творами.
Автор п’єс «Апраметная» (інша назва «Зруйнаваная цемра», 1925), «Змрок» (1927), «Трэцяя сіла» (1926—1928), «Воўчыя ночы» (1927—1929), «Рой» (1931), «Сымфонія гневу» (1935) і «Лёс Прамэтэя» (не захавалася) Досить професійно грав на віолончелі і скрипці, малював, писав сценарії для кіно, збирав і обробляв народні пісні.

## Спогади
У статті «Говорив він щиро...» Заїр Азгур відзначав, що Василю Шашалевичу «по-інтелігентному чужа була поза: він уникав "манірності" і таких знатних церемоній»
Свою першу зустріч з Василем Шашалевичем скульптор описав наступним чином:
|  | Зустрілися ми з Василем Шашалевичем вже у Мінську, році в двадцять шостому. Познайомили нас у будинку фінського художника Вало Ахола, що жив на Татарській вулиці, навпроти мечеті ... Василь Шашалевич зовні був звичайною людиною, в образі якого переважали риси слов'янина ... був урівноважений, спокійний, навіть тихий. |

Сергій Гроховський згадував:
|  | З Василем Антоновичем часто виявлялися за одним столом, разом виходили, казали, непомітно спускалися по Комсомольській вулиці Немиги і доходили аж до його будинку на вулиці Визволення. Ці проходки для мене були найкращою школою: Василь Антонович мені розповідав про Шекспіра і Ібсена, Островського, Сухово-Кобиліна, натхненно читав вірші Гайнриха Гайне і Баратинського. |

Микола Хведарович розповідав, як після однієї з вистав Василь Шашалевич запросив його і художника Бориса Малкіна до себе на «товариську бесіду»:
|  | Жив на околиці, десь в районі Ювілейної площі. Маленька холостцька кімнатка виглядала дуже затишно. Полиці з книгами займали майже дві стіни. Біля ліжка, вкритого чистеньким простирадлом, стояла віолончель. Ми попросили пограти що-небудь з того, що йому дуже подобається ... Він узяв віолончель, і полилися мелодії всіма улюбленої музики з твору Масне «Елегія». Для нас це було великою несподіванкою |